# Glossolepis multisquamata
Glossolepis multisquamata is een straalvinnige vissensoort uit de familie Melanotaeniidae. De wetenschappelijke naam van de soort werd in 1922 als Melanotaenia multisquamata gepubliceerd door Max Wilhelm Carl Weber en Lieven Ferdinand de Beaufort.

## Verspreiding en voedsel
De soort voelt zich thuis in het schone water van de Sepik. Hij eet hier voornamelijk ongewervelde diertjes.